# Bellême
Bellême (bɛ.lɛmⓘ) es una población y comuna francesa, situada en la región de Normandía, departamento de Orne, en el distrito de Mortagne-au-Perche. Es el chef-lieu de cantón de su nombre.

## Demografía
| 1844 | 1742 | 1843 | 1849 | 1788 | 1774 |
| Para los censos de 1962 a 1999 la población legal corresponde a la población sin duplicidades (Fuente: INSEE [Consultar]) |      |      |      |      |      |